# Jens Chievitz
William Paul Jens Chievitz (* 1. Januar 1889 in Kopenhagen; † 28. Februar 1965 in Canton, Ohio, Vereinigte Staaten) war ein dänischer Turner.

## Leben und Karriere
Chievitz turnte für den Verein Gymnastik- og Svømmeforeningen Hermes aus Frederiksberg. Er nahm als Mitglied der dänischen Turnriege an den Olympischen Sommerspielen 1908 in London teil, die den Mannschaftsmehrkampf auf dem vierten Rang unter acht teilnehmenden Nationen mit insgesamt 378 von 480 möglichen Punkten beendete. Der Mehrkampf bestand aus einer bis zu 30 Minuten dauernden Gruppenübung nach dem schwedischen System. Der 24-köpfigen Riege gehörten außerdem Carl Andersen, Hans Bredmose, Arvor Hansen, Christian Hansen, Ingvardt Hansen, Einar Hermann, Knud Holm, Poul Holm, Oluf Husted-Nielsen, Charles Jensen, Gorm Jensen, Hendrik Johansen, Harald Klem, Robert Madsen, Vigo Meulengracht Madsen, Lukas Nielsen, Oluf Olsson, Niels Petersen, Nicolai Philipsen, Henrik Rasmussen, Viktor Rasmussen, Marius Thuesen und Niels Turin Nielsen an. Im Jahr 1910 wanderte Chievitz, Sohn von Johan Henrik Chievitz (1850–1901) und dessen Ehefrau Paula Camilla Caroline geb. Johansen (1857–1928), in die Vereinigten Staaten aus. Er war verheiratet mit Stella Schulz Dickens (1892–1962).